# Mladen Lorković
Mladen Lorković (Zagreb, 1 de marzo de 1909 - Lepoglava, 1945) fue un abogado y político croata, miembro de la organización terrorista Ustacha. Se desempeñó como Ministro de Relaciones Exteriores y Ministro del Interior del Estado Independiente de Croacia durante la Segunda Guerra Mundial. Lorković dirigió el complot Lorković-Vokić, con el objetivo de establecer un gobierno de coalición entre la Ustacha y el Partido Campesino Croata, y así alinear el Estado Independiente de Croacia con los Aliados.

## Primeros años
Lorković nació en Zagreb el 1 de marzo de 1909, siendo hijo del político Ivan Lorković. Asistió al gymnasium en Zagreb, donde se convirtió en partidario del Partido de los Derechos de Croacia y más tarde se unió al Movimiento Juvenil de Croacia. Comenzó sus estudios de derecho en la Universidad de Zagreb, pero los completó en Innsbruck, Austria, tras su fuga. Más tarde obtuvo un doctorado en la Universidad de Berlín.
Durante su estadía en Berlín conoció a Wally Marquead, con quien contrajo matrimonio. Más tarde se divorció de Marquead y el 19 de agosto de 1944 contrajo segundas nupcias con la condesa Nada von Ghyczy.

## Actividad en la Ustacha
El 6 de enero de 1929, el rey Alejandro I disolvió el gobierno e introdujo una dictadura real sobre el recién creado Reino de Yugoslavia. Debido a que fue visto como un disidente, Lorković fue puesto bajo constante vigilancia policial. El 15 de noviembre de 1929 se emitió una orden de arresto en su contra, pero logró escapar a Austria y luego a Alemania.
Lorković fue un entusiasta defensor de la fusión de todos los partidos croatas en un "superpartido" para separarse del Reino de Yugoslavia, y el 4 de octubre de 1934 hizo su juramento en Ustacha. Se convirtió en comandante de todas las unidades de Ustacha en Alemania y más tarde, después del asesinato de Alejandro I, comandante de todas las Ustacha fuera de Italia. El asesinato del rey Alejandro I lo llevó a ser detenido brevemente en Alemania, pero fue puesto en libertad a mediados de 1935 después de que un tribunal alemán rechazara una solicitud yugoslava de extradición.
En 1937, Lorković fue arrestado tras una audiencia realizada por la Gestapo. Posteriormente dejó Alemania y se mudó a Hungría, y en 1939 regresó a Yugoslavia, donde se convirtió en editor asociado de la revista Hrvatski narod y editor de la revista clandestina Hrvatska pošta (The Croata Post). En 1939, Matica hrvatska publicó su libro, El pueblo croata y sus tierras, en el que afirmó que todos los musulmanes bosnios eran croatas por nacionalidad. Después de la proclamación de Banovina de Croacia, fue arrestado en 1940 y detenido en la prisión de Lepoglava y más tarde en Krušćica. Lorković fue signatario de una declaración, hecha el 31 de marzo de 1941 y firmada el 5 de mayo de 1941, en la que Ustacha solicitó la declaración de un estado croata. El documento también buscó el apoyo, la protección y el reconocimiento de Alemania entre las naciones del Eje.

## Estado Independiente de Croacia
Lorković fue uno de los miembros más pro-alemanes del movimiento Ustacha de antes de la guerra, habiendo cultivado lazos políticos y académicos en Alemania durante su tiempo allí. Después del establecimiento del Estado Independiente de Croacia, Lorković se convirtió en miembro del gobierno temporal de Slavko Kvaternik. El 16 de abril de 1941, Lorković fue nombrado Secretario del Ministerio de Relaciones Exteriores en el primer gobierno formado por Ante Pavelić. Hasta abril de 1943, también sirvió como contacto principal entre Edmund Glaise von Horstenau, el Plenipotenciario General en el Estado Independiente de Croacia, y el gabinete de Pavelić.
Lorković sucedió a Pavelić como ministro de Relaciones Exteriores el 9 de junio de 1941. Poco después de asumir el cargo, preguntó a las autoridades francesas sobre el destino de tres ustachas implicados en el asesinato del rey Alejandro I en Marsella y condenados a cadena perpetua. El verdadero asesino fue un mercenario búlgaro, Vlado Chernozemski, que fue asesinado después del hecho por las fuerzas de seguridad francesas. Dos de los hombres murieron en prisión, pero el tercero, Milan Rajić, fue devuelto al Estado Independiente de Croacia a principios de 1942 gracias a la intervención de las fuerzas de ocupación alemanas en Francia, donde luego fue asesinado, aparentemente, por orden de Pavelić.
El 27 de julio de 1941, en un discurso diseñado para enardecer a los croatas contra los serbios que vivían en Croacia, Lorković mintió, diciendo que los serbios habían golpeado, mutilado y masacrado a decenas de miles de campesinos croatas durante el período de entreguerras. En agosto, se opuso firmemente a una solicitud italiana para implementar la administración civil en la zona desmilitarizada del Estado Independiente de Croacia. Los italianos contraatacaron la primavera siguiente acusando a Lorković de ser comunista. Lorković fue absuelto de todos los cargos después de una investigación policial. Sin embargo, un agregado de la policía alemana en Zagreb afirmó que Lorković había estado en contacto con algunos comunistas a principios de la década de 1930 y había ayudado a algunos comunistas croatas entre 1941 y 1942. En mayo de 1942, Lorković fue nombrado miembro honorario del Instituto Alemán para Estudios Fronterizos y Extranjeros. Lorković, junto con Vladimir Košak y Stijepo Perić, se opusieron firmemente a la influencia italiana sobre el Estado Independiente de Croacia y hacia finales de 1942, escribió una nota ("Spomenica") en la que describía los esfuerzos cooperativos del Ejército de Italia con los Chetniks. Esta nota fue presentada oficialmente el 26 de enero de 1943 al Ministro de Relaciones Exteriores italiano Galeazzo Ciano. En respuesta, el diplomático italiano Raffaele Casertano intentó que Lorković fuera destituido de su cargo.
Heinrich Himmler, líder de la Schutzstaffel (SS), quería formar una división de las SS musulmanas croatas. Envió a Phleps como su representante a Zagreb para comenzar negociaciones formales con el gobierno croata el 18 de febrero de 1943. Se reunió con el enviado del Ministerio de Relaciones Exteriores alemán Siegfried Kasche y Mladen Lorković, que representaba a Pavelić. Pavelić ya había aceptado levantar la división, pero las Waffen-SS y el gobierno croata no estaban de acuerdo sobre cómo se reclutaría y controlaría la división. Lorković sugirió que se llamara División SS Ustacha. Pavelić y Kasche estaban preocupados de que una división exclusivamente musulmana pudiera ayudar a un intento musulmán por la independencia. Como compromiso, se incluyó la palabra "croata" en su título oficial y se reclutó a algunos oficiales católicos croatas. Himmler y Phleps prevalecieron en gran medida y crearon la división como lo consideraron oportuno, lo que provocó una grave insatisfacción entre los líderes del Estado Independiente de Croacia, particularmente con respecto a su composición étnica.
El 23 de abril de 1943, Lorković fue destituido de su cargo después de que el jefe de gabinete de Lorković, Ivo Kolak, fuera declarado culpable de contrabando de oro y ejecutado. Tras su destitución, Lorković fue nombrado ministro en la presidencia del gobierno, donde era responsable de las relaciones con el ejército alemán, y se convirtió en un estrecho colaborador del general Edmund Glaise von Horstenau. Durante el verano de 1943, abogó por la cooperación con el Partido Campesino Croata (HSS) y representó a la Ustacha en las negociaciones con el vicepresidente del HSS, August Košutić, sobre la formación de un gobierno de coalición. Lorković abogó por un gobierno más fuerte y una mayor independencia en su actividad. Impulsó un nuevo gobierno para ser dirigido por él mismo como primer ministro y no como Poglavnik, pero Pavelić nombró a Nikola Mandić como primer ministro el 2 de septiembre de 1942. Lorković y algunos de sus asociados presentaron sus renuncias, que no fueron aceptadas. A pesar de este revés, Lorković, junto con Mandić, continuaron las negociaciones con HSS durante todo septiembre y las finalizaron a finales de mes.
Después de la capitulación de Italia el 20 de septiembre de 1943, Lorković, con Kasche y otros oficiales alemanes de alto rango, discutieron la devolución del territorio perdido después de los Tratados de Roma en abril de 1941. Finalmente, Hitler dio permiso para que el Estado Independiente de Croacia se anexara el territorio "garantizando la independencia ilimitada de Croacia, incluida esta costa adriática croata".
El 11 de octubre de 1943, Lorković fue nombrado Ministro del Interior, donde abogó por una vigilancia más estricta, y un segundo mandato como Ministro de Relaciones Exteriores del 29 de abril al 5 de mayo de 1944, después de que su amigo Perić fuera destituido de su cargo. Se acordó que Lorković seguiría siendo Ministro de Relaciones Exteriores y Ministro del Interior simultáneamente, pero pronto fue reemplazado por Mehmed Alajbegović como Ministro de Relaciones Exteriores. Después de darse cuenta de que Alemania perdería la guerra y que el Estado Independiente de Croacia dejaría de existir, abogó por cambios radicales en la política estatal. En febrero de 1944, escribió un memorándum detallado en alemán que resumía la historia, la situación actual y los problemas fundamentales del Estado y sus Fuerzas Armadas, así como los problemas con el ejército alemán.

## Conspiración y muerte de Lorković-Vokić
En mayo de 1944, se reunió en secreto con el presidente del condado de Knin, David Sinčić, con quien discutió el mal estado del esfuerzo bélico alemán y que los aliados podían invadir los Balcanes a través de Taranto. Ese mes, lanzó una iniciativa para reanudar las negociaciones con el HSS, que llevó a cabo en su apartamento. Allí, se reunió en secreto con Sinčić, August Košutić e Ivanko Farolfi. Lorković también buscó contactos en el extranjero y a través de Suiza se puso en contacto con funcionarios británicos y estadounidenses, pero fue rechazado. Propuso que el Estado Independiente de Croacia pusiera fin a sus relaciones con Alemania y se uniera a los Aliados, una propuesta apoyada por el ministro de las Fuerzas Armadas, Ante Vokić, así como por muchos oficiales y políticos de alto rango de la Guardia Nacional croata. Lorković también negoció con el HSS sobre cambiar de bando con el conocimiento y consentimiento de Pavelić.
En una sesión especial del gobierno celebrada el 30 de agosto de 1944 en la villa de Pavelić, custodiada por hombres armados, Lorković y Vokić fueron acusados de conspiración contra Pavelić. Lorković fue mantenido bajo arresto domiciliario hasta que fue juzgado ante la División de Guardaespaldas de Pavelić (PTS), donde se decidió que sería despojado de su rango y expulsado del PTS. Después del juicio, fue trasladado a Koprivnica y más tarde a Lepoglava, junto a Vokić, Farolfi, Ljudevit Tomašić y otros. Lorković fue ejecutado a fines de abril de 1945.